# Quittner Zsigmond
Vágfalvi Quittner Zsigmond (Pest, 1857. február 13. – Bécs, 1918. október 25.) magyar építész.

## Pályafutása
Quittner Jakab (1814–1887) posztógyáros és Fuchs Sarolta (1821–1901) fia. A müncheni műegyetemen szerzett diplomát. 1880-tól sok megbízást kapott Budapesten. Épületei eklektikusak, továbbá a szecesszió jellegzetes alkotásai, közülük talán legismertebb, a stílus gyöngyszemeként is emlegetett Gresham-palota. Az angol Gresham biztosító társaság székháza terveinek elkészítésével a kor neves építészmérnökeként őt bízta meg. Az épület a Vágó fivérekkel közösen készített tervek alapján, 1907-re készült el. 1987-től a világörökség része. Quittner közéleti szereplése is jelentős: a Fővárosi Közmunkák Tanácsa, az Országos Középítési Tanács tagja, a Magyar Építőművészek Szövetségének elnöke volt. 1904. november 13-án vágfalvi előnévvel nemességet kapott.

## Családja
Házastársa Weisz Minka (1866–1938) volt, Weisz Mór nagykereskedő és Blum Ernesztina lánya, akit 1887. január 6-án Budapesten vett nőül.
Gyermekei:
- Quittner Ervin (1891–1945) építész.
- Quittner Lóránd (1893–1945) gépészmérnök.
- Quittner Marianne (1894–?)

## Főbb épületei Budapesten
- VII., Erzsébet körút. 7. (1886) Deutsch-ház
- VIII., József körút. 71-73. (1889) Krail-ház
- V., Alkotmány utca 16. (1888–90) Az egykori Magyar Hírlapírók Nyugdíjintézetének székháza, jelenleg lakóház
- V., Alkotmány utca 18. (1894–96) Bródy-palota
- XIV., Millenniumi kiállítás, Cukoripari pavilon, Hősök tere, 1896
- V., Aulich utca 7. (1902) szecessziós lakóház
- V., Károlyi utca 9. (1884) Erényi Ullmann-féle bérház, benne működik a Centrál kávéház
- V., Markó utca 22–24. (1879, 1889–90) Az egykori Budapesti Önkéntes Mentőegyesület központi állomása, jelenleg az Országos Mentőszolgálat budapesti mentőszervezetének a székháza
- V., Széchenyi István tér 3–4. (1905) Az egykori Pesti Magyar Kereskedelmi Bank székháza, jelenleg a Belügyminisztérium használja
- V., Széchenyi István tér 5–6. (1905–1907) műemlék, Gresham-palota (építész munkatárs: Vágó József)
- VI., Andrássy út 7. (1882) műemlék jellegű, neoreneszánsz lakóház
- VI., Andrássy út 12. (1884) műemlék jellegű, Krausz palota
- VI., Lendvay utca 24. (1893) historizáló villa, Fellner Sándorral
- VI., Teréz körút 1–3. (1894) historizáló bérházak
- VII., Városligeti fasor 9–11. (1887) a volt Fasor Szanatórium (később Korvin Ottó Kórház)
- VII., Erzsébet körút 44–46. (1892) Baumgarten Károly bérháza
- V., Bécsi utca 1–3. (1910–12) a volt Phönix Biztosító[7]
- XIII., Szabolcs utca (1910), Weiss Manfréd felesége emlékére tett alapítványa által építtetett Weiss Alice Gyermekágyas Otthon[8]

## Síremlékek
Quittner több díszes síremléket is tervezett a Salgótarjáni utcai zsidó temetőben (1087 Budapest, Salgótarjáni utca 6.):
- 1881 k.?: Spitzer Gerson síremléke[9]
- 1893: Latzko Náthán mauzóleuma[10]
- 1893: Bródy Zsigmond mauzóleuma[10]
- 1893: Wahrmann Mór mauzóleuma[11]
- 1894: Dezső Sámuel síremléke[10]
- 1894 k.?: Neuschloss Simon síremléke[10]
- 1895 k.?: Machlup Adolf mauzóleuma[9]

## Galéria

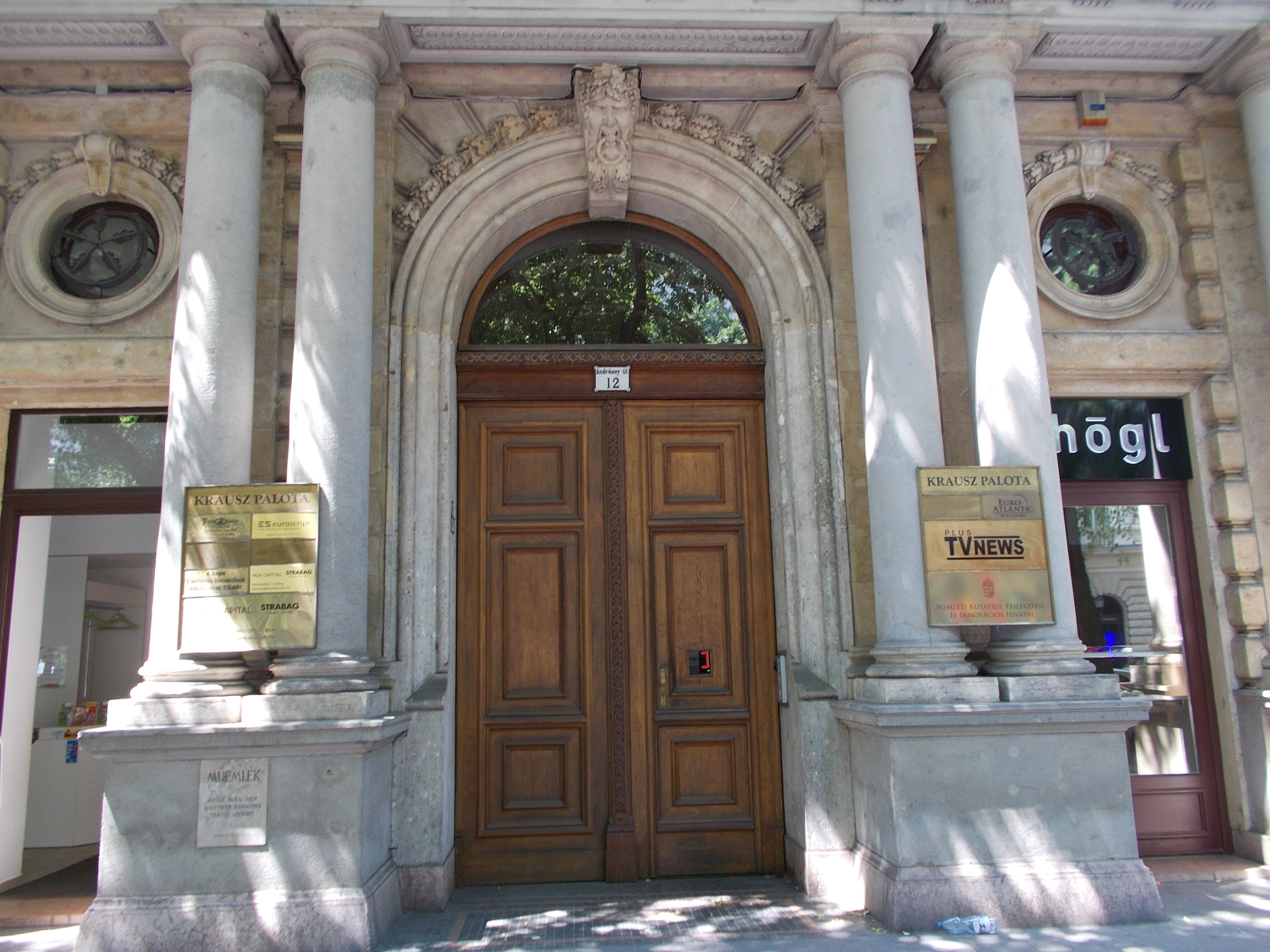
A Krausz-bérpalota,1884
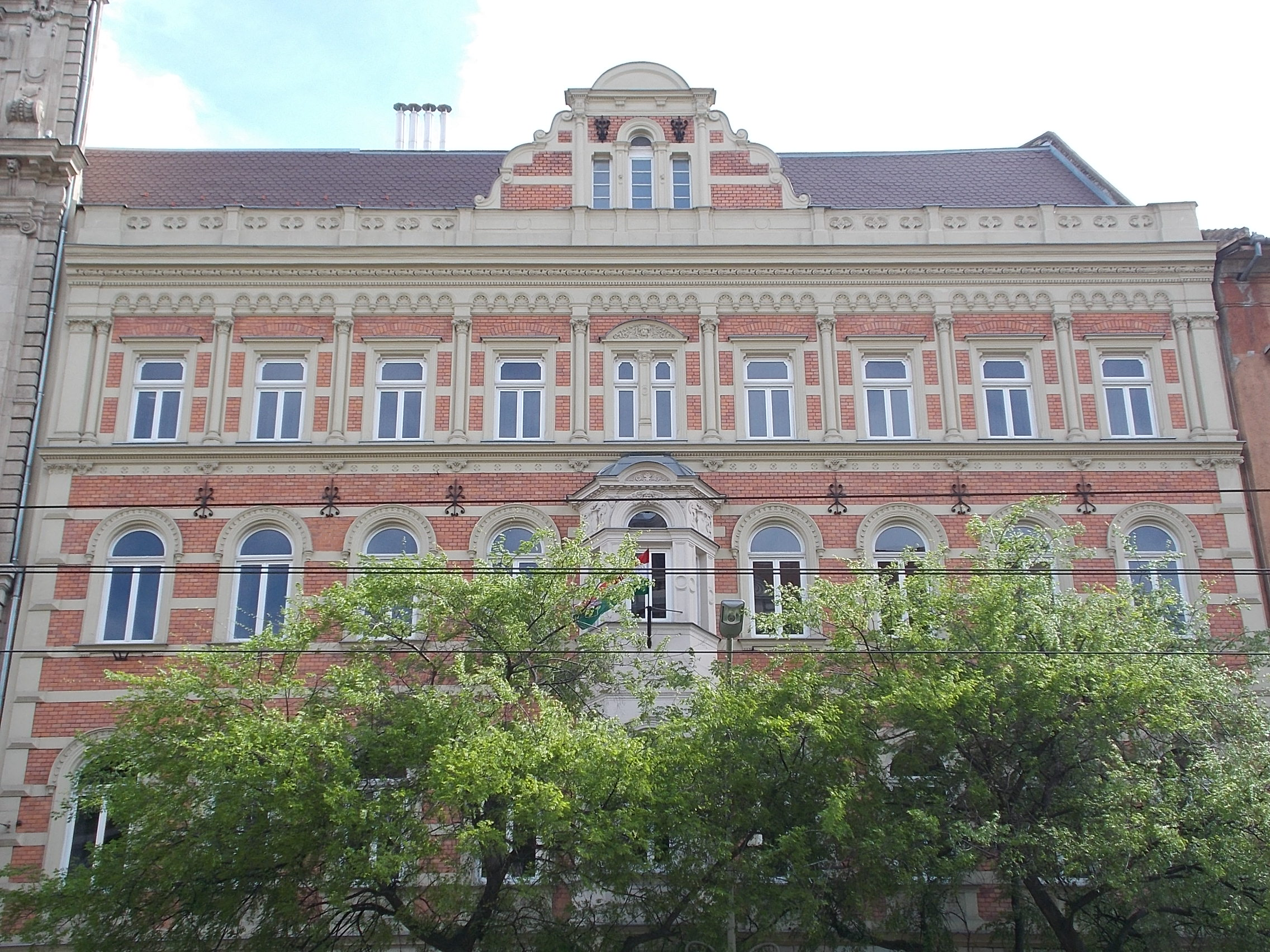
A Deutsch-ház
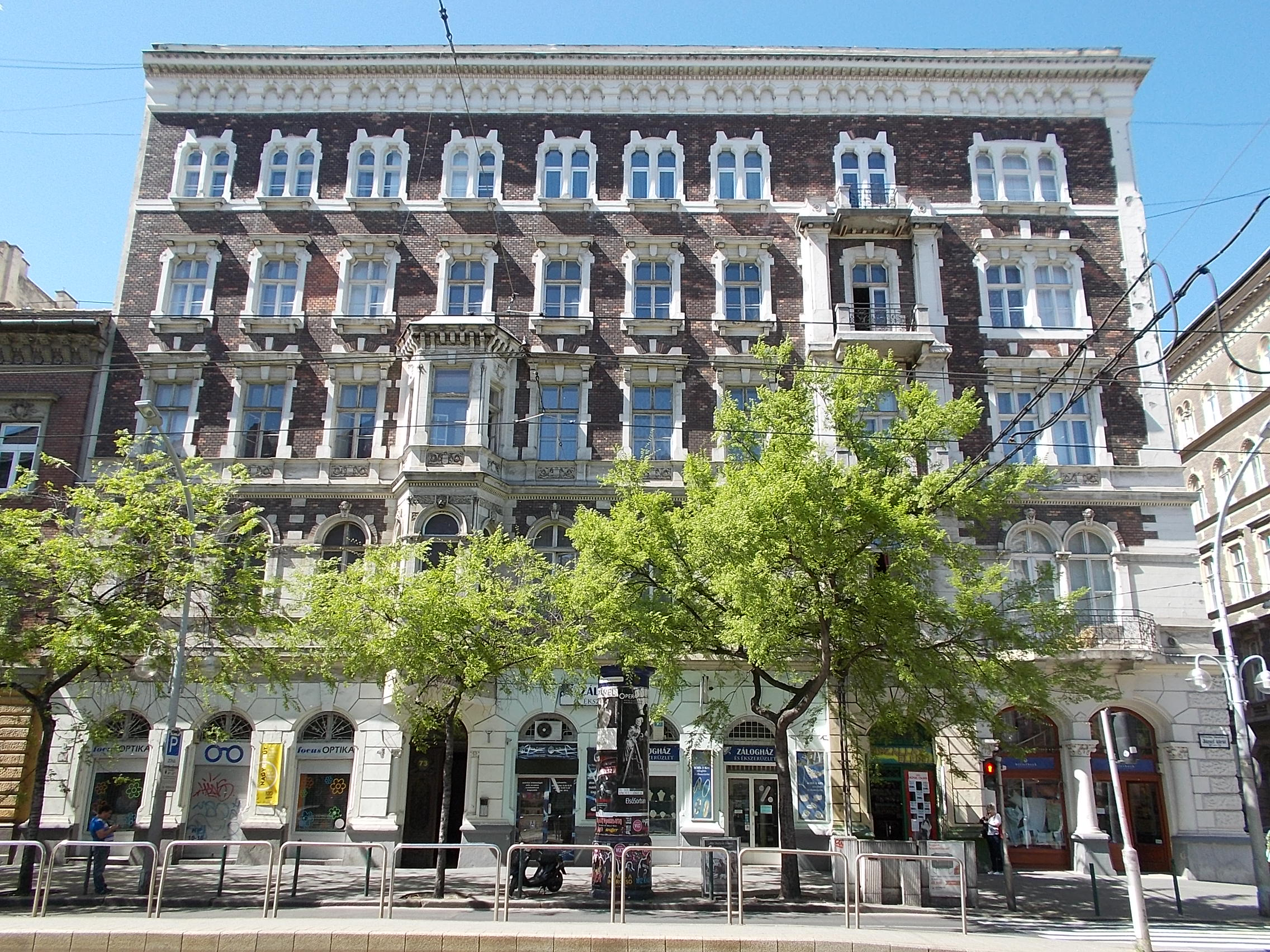
A Krail-ház
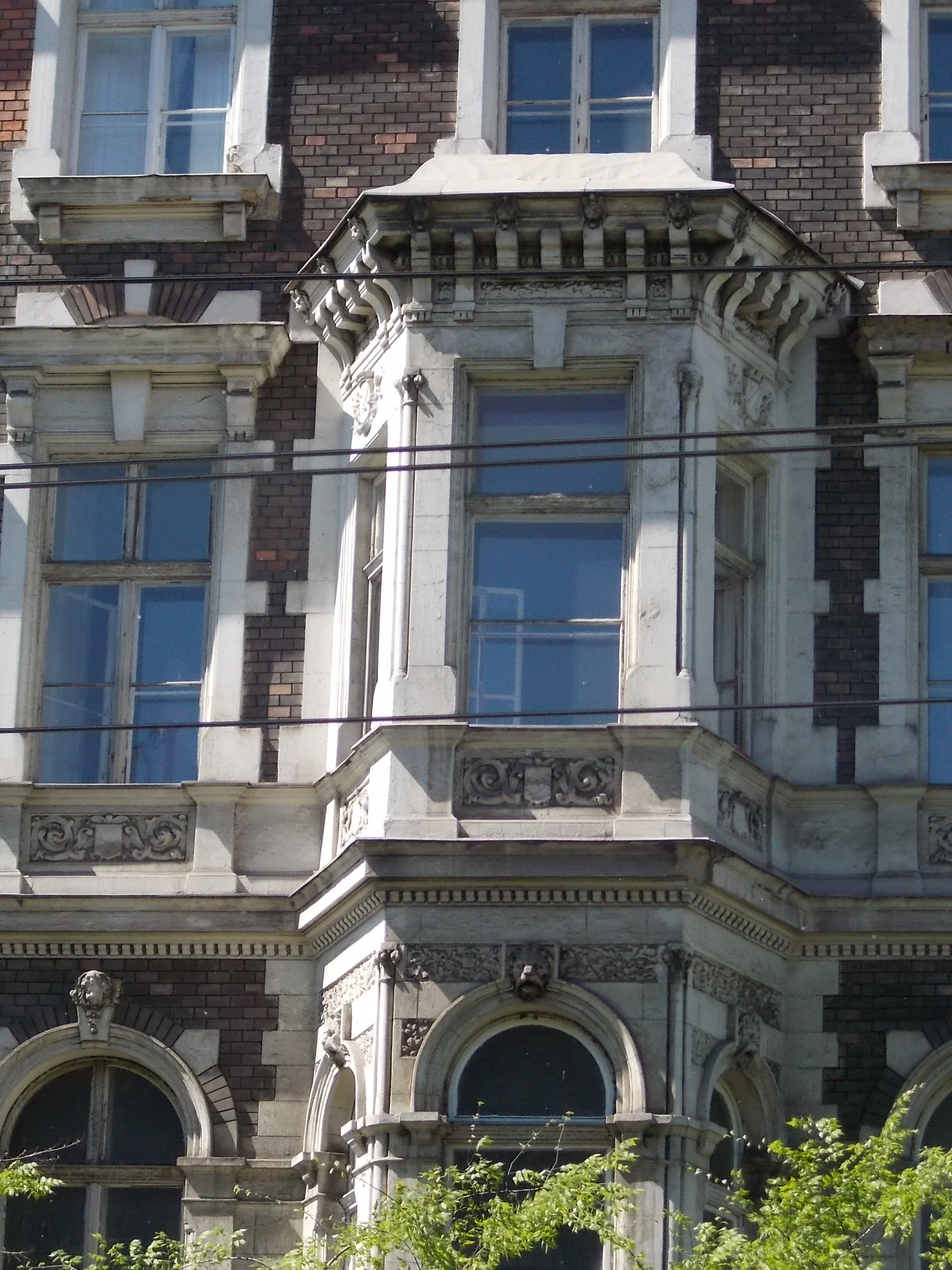
Krail-ház, zárt balkon
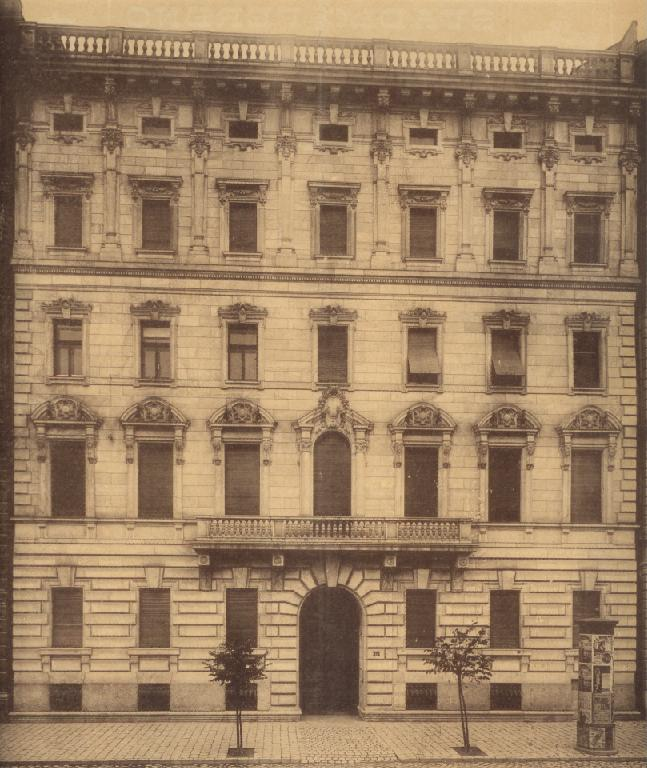
A Bródy-palota
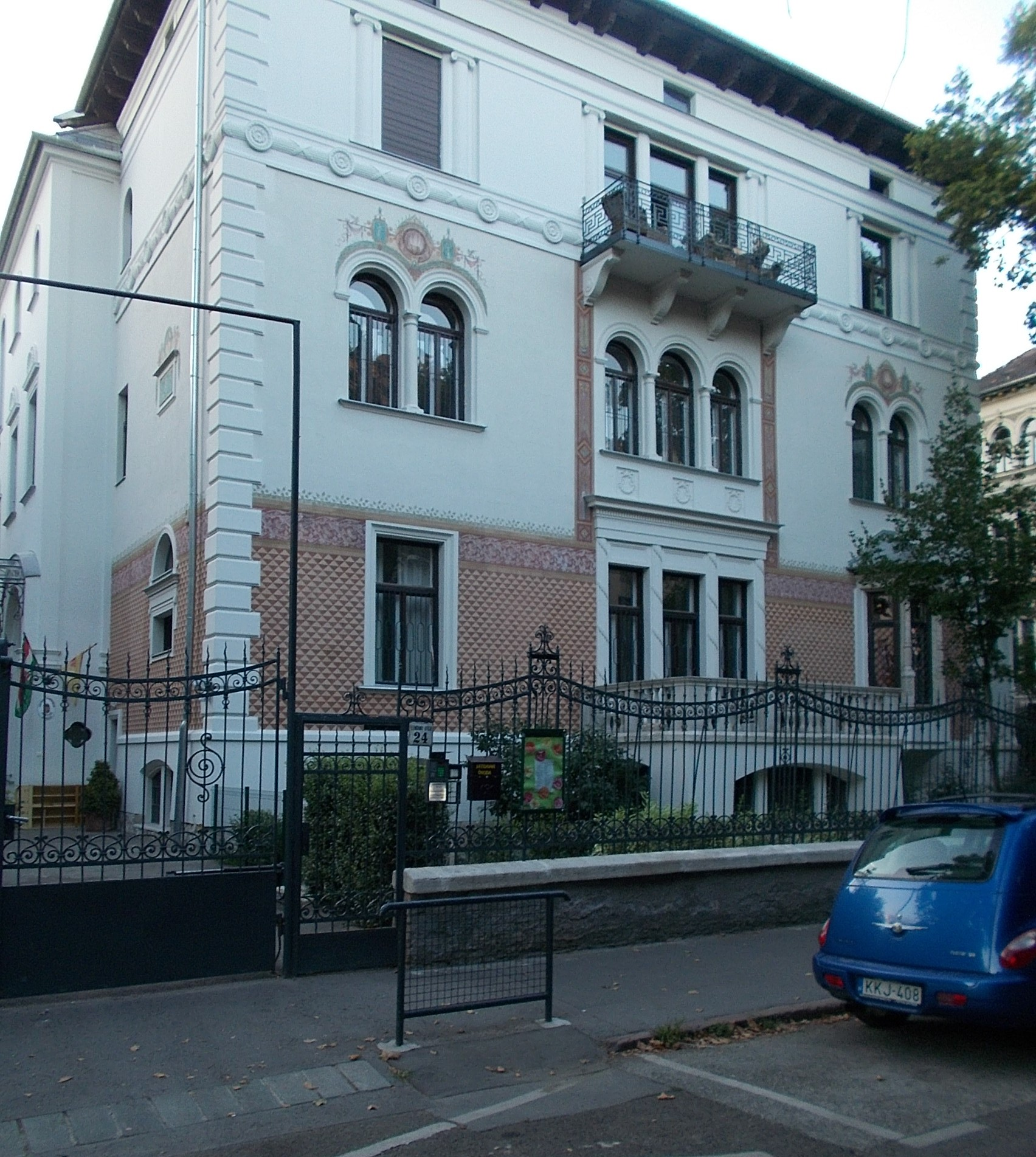
A Lendvay utcai villa
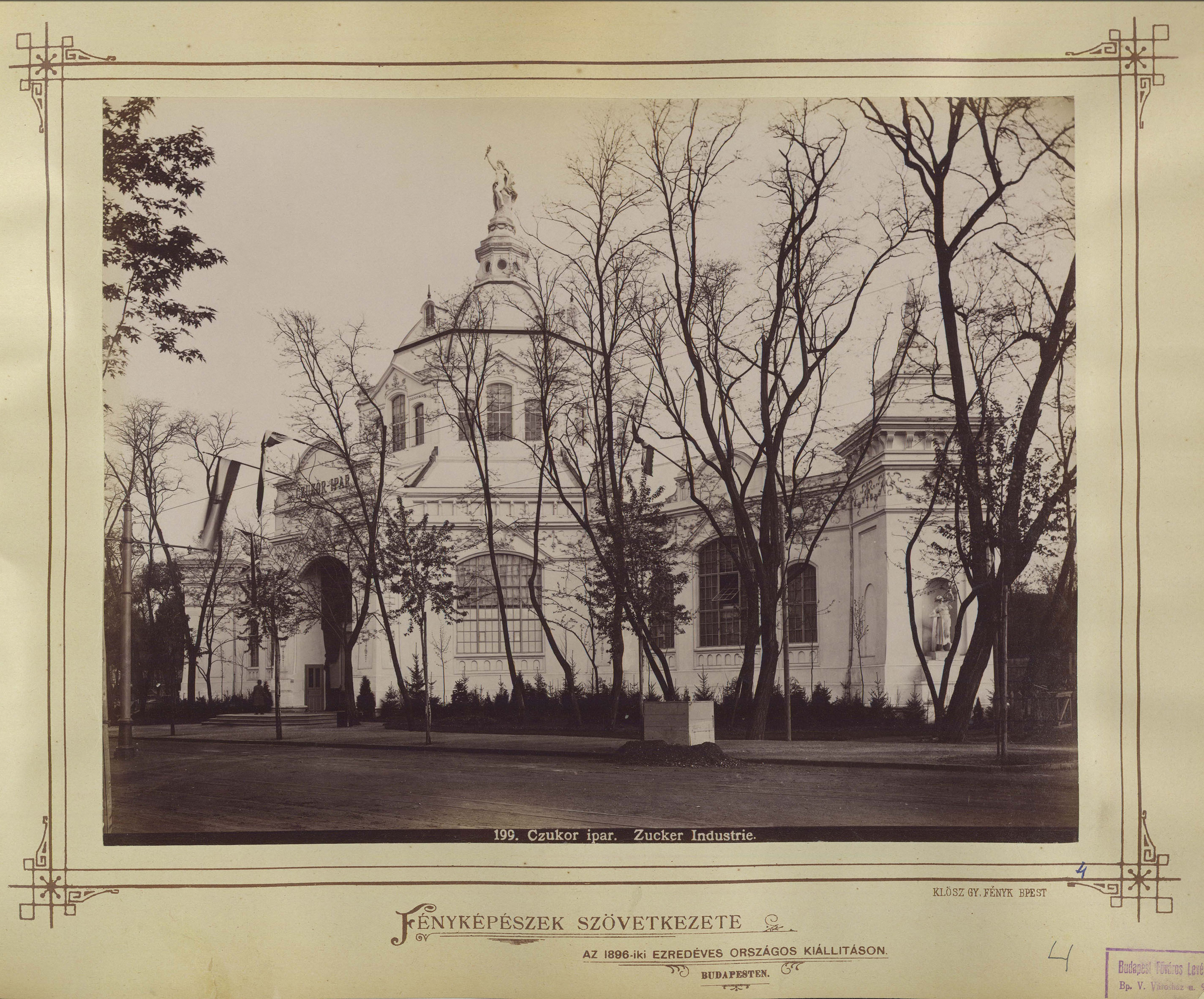
Millenniumi kiállítás, Cukoripari pavilon, Hősök tere, 1896
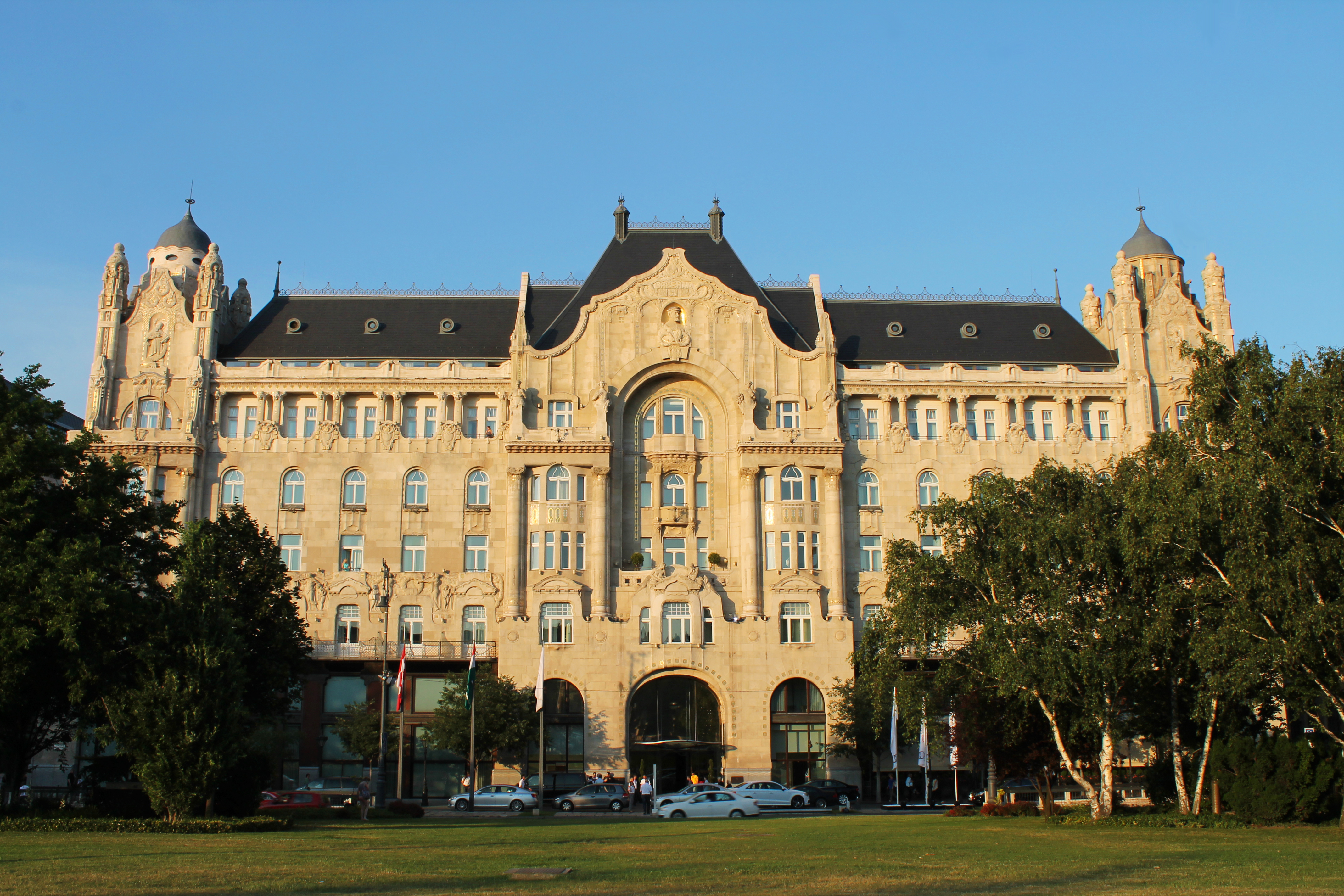
A Gresham-palota
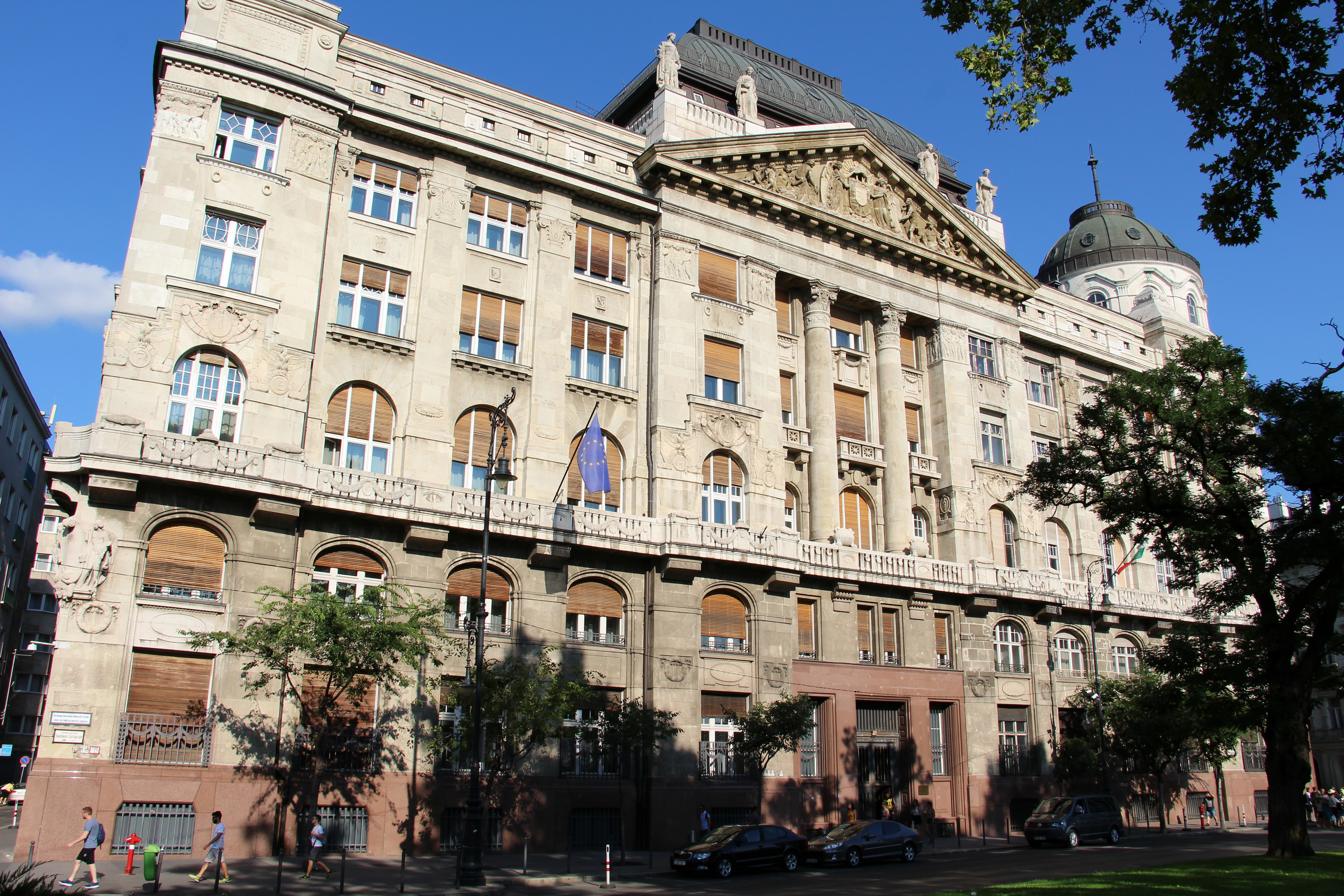
Az egykori Pesti Magyar Kereskedelmi Bank, ma Belügyminisztérium épülete
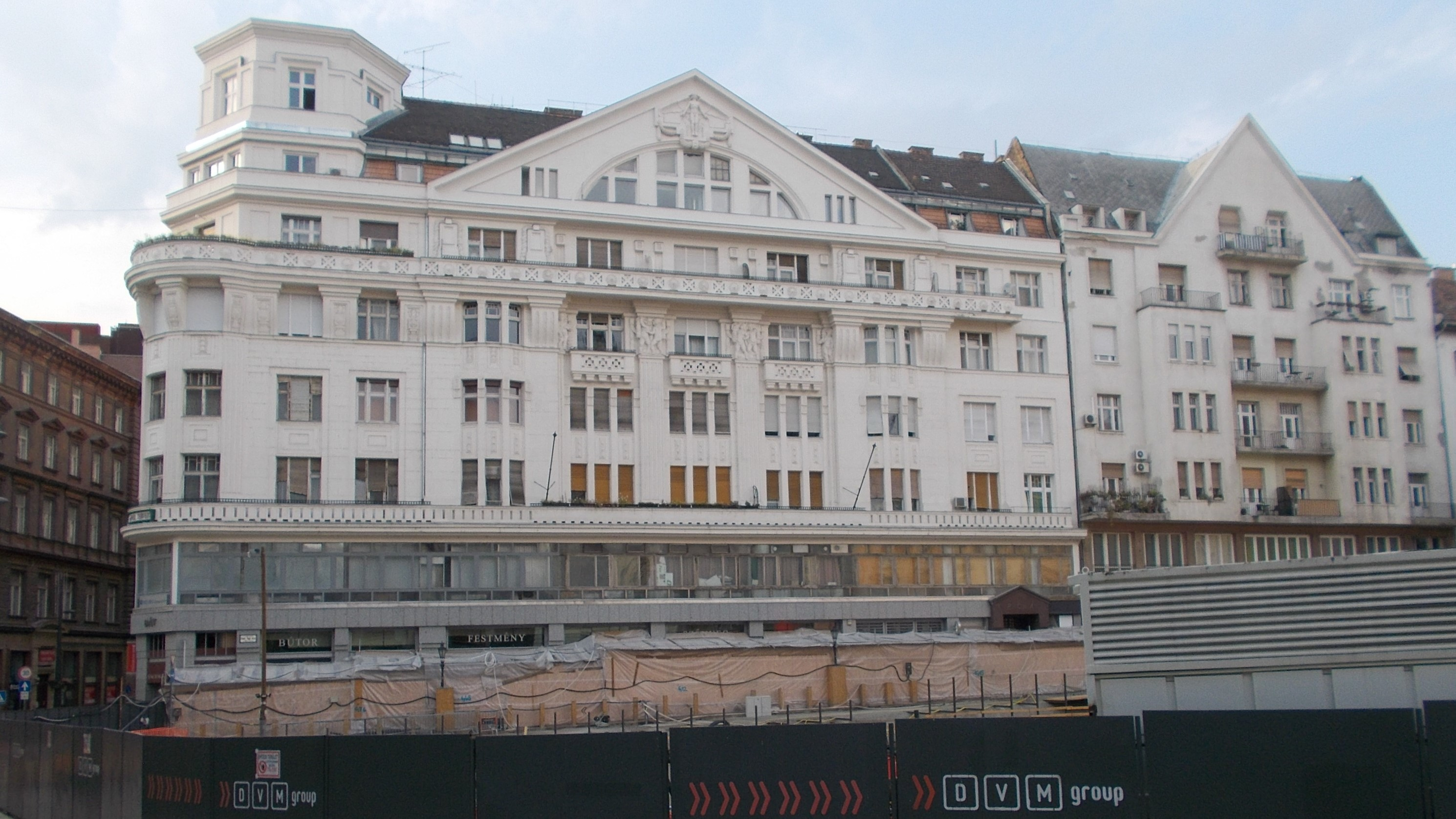
A Phönix-irodaház